# Primera División 1967 (Argentinië)
In 1967 werd het 37ste profseizoen gespeeld van de Primera División, de hoogste voetbaldivisie van Argentinië. Het oude systeem werd afgevoerd en er kwamen nu twee kampioenschappen per seizoen. De Metropolitano en de Nacional. Dit model bleef tot 1985 behouden. Estudiantes werd kampioen van de Metropolitano en Independiente van de Nacional. De titel van Estudiantes was speciaal, daar het het eerste team buiten de Grote Vijf was die kampioen werd sinds de invoering van het profvoetbal.

## Metropolitano

### Groep A
| Plaats | Club                    | Wed. | W  | G  | V  | Saldo | Ptn. |
| ------ | ----------------------- | ---- | -- | -- | -- | ----- | ---- |
| 01.    | Racing Club             | 22   | 10 | 9  | 3  | 30:16 | 29   |
| 02.    | Estudiantes de La Plata | 22   | 11 | 7  | 4  | 24:15 | 29   |
| 03.    | Vélez Sársfield         | 22   | 10 | 7  | 5  | 35:22 | 27   |
| 04.    | Boca Juniors            | 22   | 8  | 10 | 4  | 29:20 | 26   |
| 05.    | CA Lanús                | 22   | 7  | 8  | 7  | 40:29 | 22   |
| 06.    | Quilmes AC              | 22   | 6  | 9  | 7  | 27:32 | 21   |
| 07.    | CA Huracán              | 22   | 5  | 10 | 7  | 30:34 | 20   |
| 08.    | Colón de Santa Fe       | 22   | 3  | 13 | 6  | 17:23 | 19   |
| 09.    | Newell’s Old Boys       | 22   | 5  | 7  | 10 | 22:27 | 17   |
| 10.    | Argentinos Juniors      | 22   | 4  | 7  | 11 | 21:43 | 15   |
| 11.    | CA Atlanta              | 22   | 3  | 8  | 11 | 23:35 | 14   |

|  | Gekwalificeerd voor halve finale |

### Groep B
| Plaats | Club                        | Wed. | W  | G  | V  | Saldo | Ptn. |
| ------ | --------------------------- | ---- | -- | -- | -- | ----- | ---- |
| 01.    | CA Platense                 | 22   | 13 | 2  | 7  | 40:28 | 28   |
| 02.    | CA Independiente            | 22   | 10 | 7  | 5  | 33:15 | 27   |
| 03.    | Rosario Central             | 22   | 9  | 8  | 5  | 24:22 | 26   |
| 04.    | CA San Lorenzo              | 22   | 10 | 5  | 7  | 32:27 | 25   |
| 05.    | Ferro Carril Oeste          | 22   | 9  | 6  | 7  | 23:21 | 24   |
| 06.    | River Plate                 | 22   | 9  | 5  | 8  | 31:23 | 23   |
| 07.    | Gimnasia y Esgrima La Plata | 22   | 8  | 5  | 9  | 25:32 | 21   |
| 08.    | CA Banfield                 | 22   | 6  | 8  | 8  | 21:22 | 20   |
| 09.    | Unión de Santa Fe (P)       | 22   | 5  | 10 | 7  | 21:25 | 20   |
| 10.    | Deportivo Español (P)       | 22   | 5  | 6  | 11 | 20:36 | 16   |
| 11.    | Chacarita Juniors           | 22   | 4  | 7  | 11 | 26:47 | 15   |

|     | Gekwalificeerd voor halve finale |
| (P) | Promovendus                      |

### Halve finale
|            |                              |       |             |              |
| 3 augustus | Club Estudiantes de La Plata | 4 – 3 | CA Platense | La Bombonera |
| 3 augustus |                              |       |             | La Bombonera |

|            |                           |       |                  |             |
| 4 augustus | Racing Club de Avellaneda | 2 – 0 | CA Independiente | El Cilindro |
| 4 augustus |                           |       |                  | El Cilindro |

### Finale
|            |                           |       |                      |              |
| 6 augustus | Racing Club de Avellaneda | 0 – 3 | Estudiantes La Plata | El Gasómetro |
| 6 augustus |                           |       |                      | El Gasómetro |

### Topscorers
| Speler              | Speler             | Goals | Team              |
| ------------------- | ------------------ | ----- | ----------------- |
| Vlag van Paraguay   | Bernardo Acosta    | 18    | Lanús             |
| Vlag van Argentinië | Juan Carlos Carone | 17    | Vélez Sarsfield   |
| Vlag van Argentinië | Aníbal Tarabini    | 16    | Independiente     |
| Vlag van Argentinië | Adolfo Bielli      | 11    | Rosario Central   |
| Vlag van Argentinië | Oscar López        | 11    | Gimnasia La Plata |
| Vlag van Argentinië | Alfredo Obberti    | 11    | Huracán           |

## Nacional
| Plaats | Club                    | Wed. | W  | G | V  | Saldo | Ptn. |
| ------ | ----------------------- | ---- | -- | - | -- | ----- | ---- |
| 01.    | CA Independiente        | 15   | 12 | 2 | 1  | 43:14 | 26   |
| 02.    | Estudiantes de La Plata | 15   | 9  | 6 | 0  | 19:8  | 24   |
| 03.    | Vélez Sársfield         | 15   | 8  | 4 | 3  | 28:14 | 20   |
| 04.    | Rosario Central         | 15   | 8  | 4 | 3  | 26:13 | 20   |
| 05.    | River Plate             | 15   | 9  | 1 | 5  | 33:15 | 19   |
| 06.    | CA San Lorenzo          | 15   | 7  | 4 | 4  | 32:15 | 18   |
| 07.    | Boca Juniors            | 15   | 6  | 4 | 5  | 21:20 | 16   |
| 08.    | CA Lanús                | 15   | 8  | 0 | 7  | 23:26 | 16   |
| 09.    | Ferro Carril Oeste      | 15   | 5  | 5 | 5  | 21:22 | 15   |
| 10.    | CA Platense             | 15   | 5  | 5 | 5  | 19:20 | 15   |
| 11.    | Quilmes AC              | 15   | 5  | 3 | 7  | 16:19 | 13   |
| 12.    | Racing Club             | 15   | 2  | 6 | 7  | 11:23 | 10   |
| 13.    | San Martín de Mendoza   | 15   | 3  | 4 | 8  | 17:31 | 10   |
| 14.    | Central Córdoba         | 15   | 2  | 5 | 8  | 11:25 | 9    |
| 15.    | San Lorenzo MdP         | 15   | 1  | 4 | 10 | 11:33 | 6    |
| 16.    | Chaco For Ever          | 15   | 1  | 1 | 13 | 11:44 | 3    |

|  | Kampioen |

### Topscorers
| Speler              | Speler            | Goals | Team            |
| ------------------- | ----------------- | ----- | --------------- |
| Vlag van Argentinië | Luis Artime       | 11    | Independiente   |
| Vlag van Argentinië | Héctor Yazalde    | 10    | Independiente   |
| Vlag van Argentinië | Oscar Más         | 9     | River Plate     |
| Vlag van Argentinië | Héctor Veira      | 9     | San Lorenzo     |
| Vlag van Argentinië | Norberto Madurga  | 8     | Boca Juniors    |
| Vlag van Argentinië | Juan Ramón Verón  | 8     | Estudiantes     |
| Vlag van Argentinië | Daniel Willington | 8     | Vélez Sarsfield |